# Бибб, Томас
Томас Бибб (англ. Thomas Bibb; 8 мая 1783, Амилия, Виргиния — 20 сентября 1839, Лаймстон, Алабама) — второй губернатор Алабамы в 1820—1821 годах.
Родился в округе Амилия в 1783 году, вырос в Джорджии, а после переехал в Алабаму. Был женат на Пармелии Томпсон (англ. Parmelia Thompson) до конца жизни.
10 июля 1820 года умер его брат, Уильям Бибб, и Томас, как председатель Сената Алабамы, в соответствии с конституцией штата стал 2-м губернатором Алабамы. После окончания срока не переизбирался, однако работал в правительстве штата.
Предок Джеймса Гарднера, луизианского политика и мэра Шривпорта в 1954—1958 годах.